# Dean Phillips

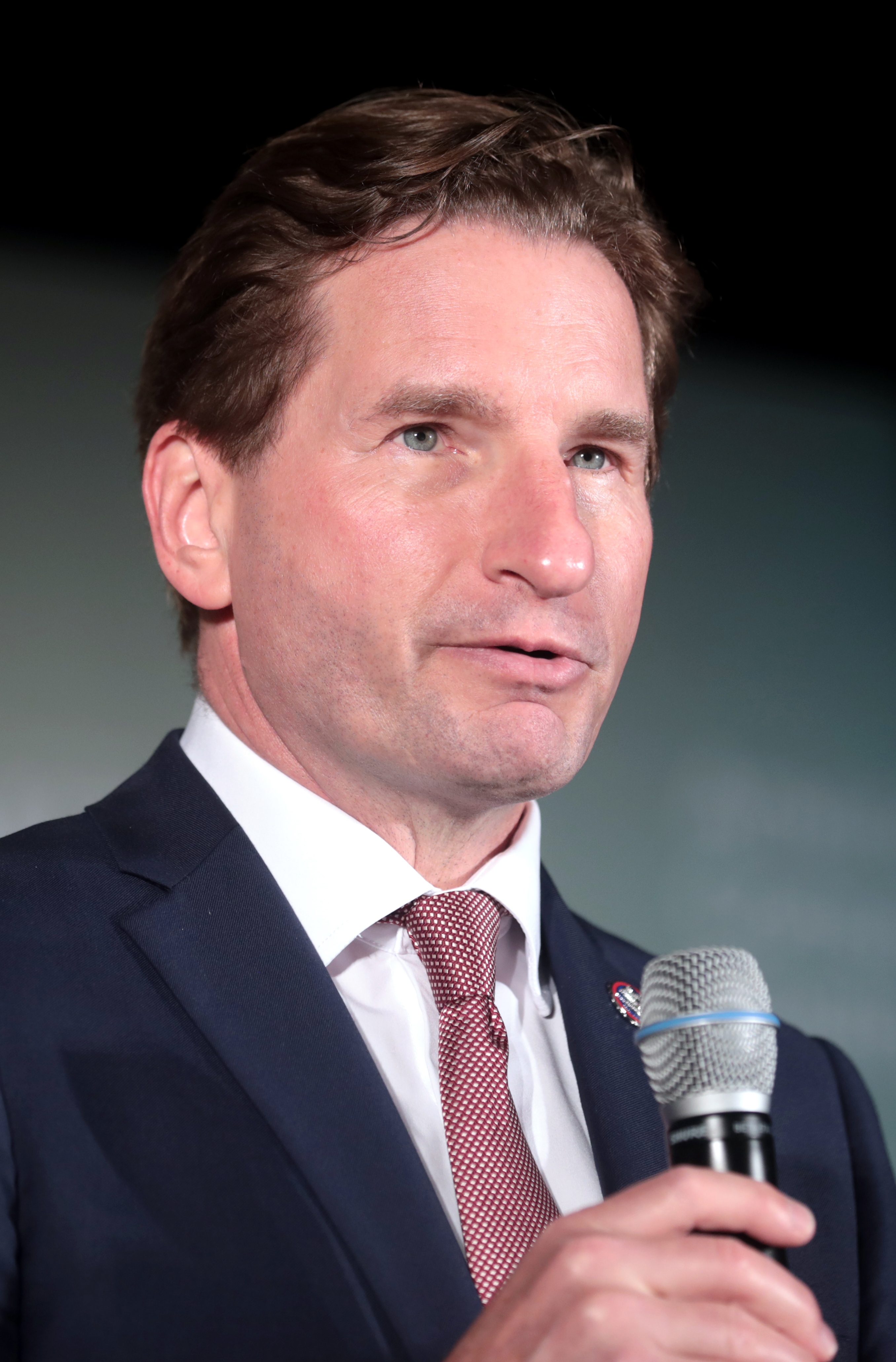
Dean Phillips (2022)

Dean Benson Phillips (* 20. Januar 1969 in Saint Paul, Minnesota) ist ein US-amerikanischer Politiker der Minnesota Democratic-Farmer-Labor Party. Von 2019 bis 2025 vertrat er den dritten Distrikt des Bundesstaats Minnesota im US-Repräsentantenhaus.
Im Oktober 2023 gab er seine Kandidatur in den Vorwahlen der Demokratischen Partei zur US-Präsidentschaftswahl 2024 als Herausforderer von Amtsinhaber Joe Biden bekannt.
Jedoch zog er seine Präsidentschaftskandidatur zurück, nachdem Joe Biden offiziell die Nominierung gewonnen hatte, und gab seine Unterstützung für Biden bekannt.

## Leben
Dean Phillips wurde 1969 als Sohn von Artie Pfefer und dessen Frau DeeDee geboren. Als er sechs Monate alt war, fiel sein Vater im Vietnamkrieg. Seine Mutter heiratete später Eddie Phillips, den Sohn von Pauline Phillips und Erben der Phillips Distilling Company, einem der größten Großhändler für Wein und Spirituosen des Landes zu dieser Zeit.
Er besuchte The Blake School in Hopkins, Minnesota. Nachdem er dort 1987 seinen Abschluss gemacht hatte, studierte er an der Brown University in Providence, Rhode Island. Dort erhielt er 1991 einen Bachelor of Arts. Nach Beendigung seines Studiums arbeitete Phillips in einem in Edina, Minnesota ansässigen Unternehmen für Fahrradzubehör und -bekleidung. Zwei Jahre später wechselte er in das familieneigene Unternehmen. Im Zuge dessen musste er in den verschiedenen Abteilungen des Unternehmens arbeiten und ein Studium an der University of Minnesota aufnehmen mit dem Ziel einen Master of Business Administration zu erhalten. Als Phillips 2000 graduierte wurde er Präsident von Phillips Distilling. Später wurde er Vorsitzender von Talenti Gelato, einem weiteren Unternehmen an dem die Phillips-Familie Beteiligungen hielt. Phillips ist heute Eigentümer der Café-Kette Penny’s, welche Filialen in Minneapolis und Linden Hills besitzt.
Phillips war von 1995 bis zu seiner Scheidung 2015 verheiratet. Aus der Ehe gingen zwei inzwischen erwachsene Töchter hervor. Heute lebt er mit seiner aktuellen Ehefrau Annalise zusammen in Wayzata in Minnesota.

## Politik
2018 kandidierte Phillips, der bis dahin nur durch Wahlkampfspenden politisch in Erscheinung getreten war, bei der Wahl zum US-Repräsentantenhaus im dritten Kongresswahlbezirk des Bundesstaates. Er trat hierbei gegen den bisherigen republikanischen Amtsinhaber Erik Paulsen an, welcher diesen Wahlbezirk seit 2009 vertrat. Phillips erzielte 55,6 % der abgegebenen Stimmen und wurde damit seit 1961, als Roy Wier die Wiederwahl verlor, der erste Demokrat, der diesen Wahlbezirk im US-Repräsentantenhaus vertritt. Seine Amtseinführung erfolgte am 3. Januar 2019. Bei den Kongresswahlen 2020 und 2022 konnte er seinen Sitz jeweils verteidigen. Im 118. Kongress der Vereinigten Staaten war er Co-Vorsitzender des House Democratic Policy and Communications Committee und damit Teil der demokratischen Fraktionsführung, aber trat von diesem Posten am 1. Oktober 2023 zurück. Seine Positionen zur Präsidentschaftswahl in den Vereinigten Staaten 2024 seien mit denen der demokratischen Fraktion nicht mehr vereinbar.
Ab Sommer 2023 kritisierte Phillips regelmäßig die Pläne des demokratischen Präsidenten Joe Biden, trotz seines hohen Alters und seiner niedrigen Umfragewerte in der US-Präsidentschaftswahl 2024 für eine zweite Amtszeit antreten zu wollen. Zu jenem Zeitpunkt hatte Biden auch keine ernstzunehmenden innerparteilichen Herausforderer; potenziell gewichtige Kandidaten wie die Gouverneure Gavin Newsom (Kalifornien) und Gretchen Whitmer (Michigan) hatten sich hinter Biden gestellt. Phillips jedoch forderte solche namhaften demokratischen Politiker auf, Biden in den Vorwahlen herauszufordern, da es ihm wahrscheinlich erschien, dass Biden die Hauptwahl im November 2024 verlieren würde. Idealerweise solle der Präsident freiwillig das Ruder an die nächste Generation von Politikern übergeben. Als diese Rufe im Nichts verhallten, kündigte Phillips am 26. Oktober 2023 an, selbst als Herausforderer in den demokratischen Präsidentschaftsvorwahlen zu kandidieren. Einen Tag später startete er seine Wahlkampfkampagne im Bundesstaat New Hampshire. Im März 2024 gab Philipps das Ende seiner Kampagne und seine Unterstützung für Biden bekannt.

### Ausschüsse
Phillips war Mitglied in folgenden Ausschüssen des Repräsentantenhauses:
- Committee on Ethics
- Committee on Foreign Affairs
  - Africa, Global Health, and Global Human Rights
  - Europe, Energy, the Environment, and Cyber
- Committee on Small Business
  - Innovation, Entrepreneurship, and Workforce Development
  - Oversight, Investigations, and Regulations (Vorsitz)
- Select Committee on the Modernization of Congress

Außerdem war er Mitglied in der New Democrat Coalition und dem House Democratic Caucus sowie weiteren 27 Caucuses.